# Eccellenza Sicilia 2017-2018
Il campionato italiano di calcio di Eccellenza regionale 2017-2018 è il ventisettesimo organizzato in Italia. Rappresenta il quinto livello del calcio italiano.
Questi sono i gironi organizzati dal Comitato Regionale della Sicilia.
Le gare si disputano in orari differenti a seconda dei periodi dell'anno: alle 15:30 dalla prima alla settima giornata, alle 14:30 dall'ottava alla diciottesima, alle 15:00 dalla diciannovesima alla ventisettesima, alle 16:00 dalla ventottesima alla ventinovesima e alle 16:30 la trentesima giornata e le gare di play-off e play-out.
Play-off e play-out si disputano soltanto se fra le due squadre ipoteticamente coinvolte ci sono meno di 10 punti di distacco. Se la seconda classificata ha almeno dieci punti di vantaggio sulla terza accederà direttamente alla fase nazionale degli spareggi.
Per la stagione 2017-18 nessuna squadra è retrocessa dalla Serie D, dove invece è stato ripescato l'Acireale. Fra le squadre aventi diritto a partecipare al torneo non si sono iscritte il Rocca di Capri Leone (ha chiesto l'ammissione al Campionato di Prima Categoria), lo Sporting Taormina (ha chiesto di restare affiliata per la sola Attività di Settore Giovanile e Scolastico) e il Villabate (ha chiesto l'ammissione al Campionato di Promozione), mentre Milazzo e Raffadali non hanno perfezionato l'iscrizione entro i termini previsti. Sono state ripescate il Mussomeli e il Pistunina, dopo essere retrocesse la stagione passata. L'A.S.D. Marsala ha acquistato il titolo della Riviera Marmi. Dalla Promozione sei squadre sono state promosse al termine della stagione regolare: Atletico Catania, Camaro, Canicattì e Città di Messina. A queste si aggiungono il CUS Palermo, vincitore della Coppa Italia di categoria, e le ripescate Sporting Adrano, Caltagirone, Città di Casteldaccia, Città di Ragusa, Kamarat, Monreale, Nuova Città di Caccamo, Paternò e Real Aci.

## Girone A

### Squadre partecipanti
| Club                            | Città                                    | Stadio                                     | Stagione precedente                |
| ------------------------------- | ---------------------------------------- | ------------------------------------------ | ---------------------------------- |
| S.S.D. Alba Alcamo 1928         | Alcamo (TP)                              | Stadio Lelio Catella                       | 6º in Eccellenza gir. A            |
| A.S.D. Atletico Campofranco     | Campofranco (CL)                         | Stadio Alfonso Virciglio                   | 14º in Eccellenza gir. A           |
| A.S.D. C.U.S. Palermo           | Palermo                                  | CUS Imp. Sportivo Universitario            | 2º in Promozione gir. B            |
| A.S.D. Canicattì                | Canicattì (AG)                           | Stadio Carlotta Bordonaro                  | 1º in Promozione gir. A            |
| A.C.D. Città di Casteldaccia    | Casteldaccia (PA)                        | Stadio Comunale                            | 14º in Promozione gir. B ripescato |
| A.S.D. Dattilo Noir             | Dattilo, frazione di Paceco (TP)         | Stadio Giovanni Mancuso (Paceco)           | 5º in Eccellenza gir. A            |
| A.S.D. Kamarat                  | Cammarata (AG)                           | Stadio Vito Di Marco                       | 13º in Promozione gir. A ripescato |
| A.S.D. Licata Calcio            | Licata (AG)                              | Stadio Dino Liotta                         | 7º in Eccellenza gir. A            |
| A.S.D. Marsala                  | Marsala (TP)                             | Stadio Antonino Lombardo Angotta (Marsala) | 4º in Eccellenza gir. A            |
| A.S.D. Mazara Calcio            | Mazara del Vallo (TP)                    | Stadio Nino Vaccara                        | 9º in Eccellenza gir. A            |
| A.S.D. Monreale Calcio          | Monreale (PA)                            | Stadio Santocanale (Palermo)               | 5º in Promozione gir. B ripescato  |
| A.S.D. Mussomeli                | Mussomeli (CL)                           | Stadio Nino Caltagirone                    | 13º in Eccellenza gir. A ripescato |
| Pol.D. Nuova Città di Caccamo   | Caccamo (PA)                             | Stadio N. Puccio                           | 3º in Promozione gir. B ripescato  |
| A.S.D. Parmonval                | Partanna-Mondello (quartiere di Palermo) | Stadio Franco Lo Monaco                    | 10º in Eccellenza gir. A           |
| A.S.D. Polisportiva Castelbuono | Castelbuono (PA)                         | Stadio Luigi Failla                        | 8º in Eccellenza gir. A            |
| U.S.D. Pro Favara               | Favara (AG)                              | Stadio Giovanni Bruccoleri                 | 12º in Eccellenza gir. A           |

### Classifica finale
|  | Pos. | Squadra               | Pt | G  | V  | N  | P  | GF | GS | DR  |
|  | ---- | --------------------- | -- | -- | -- | -- | -- | -- | -- | --- |
|  | 1.   | Marsala               | 69 | 30 | 21 | 6  | 3  | 58 | 16 | +42 |
|  | 2.   | Licata                | 66 | 30 | 20 | 6  | 4  | 59 | 18 | +41 |
|  | 3.   | Dattilo Noir          | 61 | 30 | 19 | 4  | 7  | 60 | 33 | +27 |
|  | 4.   | Nuova Caccamo         | 61 | 30 | 18 | 7  | 5  | 48 | 26 | +22 |
|  | 5.   | Canicattì             | 55 | 30 | 15 | 10 | 5  | 50 | 18 | +32 |
|  | 6.   | Mazara                | 52 | 30 | 16 | 4  | 10 | 39 | 28 | +11 |
|  | 7.   | Parmonval             | 49 | 30 | 13 | 10 | 7  | 39 | 34 | +5  |
|  | 8.   | Alcamo                | 38 | 30 | 9  | 11 | 10 | 34 | 31 | +3  |
|  | 9.   | CUS Palermo           | 36 | 30 | 10 | 6  | 14 | 55 | 52 | +3  |
|  | 10.  | Pro Favara            | 35 | 30 | 10 | 5  | 15 | 30 | 43 | -13 |
|  | 11.  | Mussomeli             | 31 | 30 | 7  | 10 | 13 | 35 | 51 | -16 |
|  | 12.  | Monreale              | 30 | 30 | 8  | 6  | 16 | 30 | 52 | -22 |
|  | 13.  | Pol. Castelbuono      | 27 | 30 | 7  | 6  | 17 | 24 | 38 | -14 |
|  | 14.  | Kamarat               | 27 | 30 | 7  | 6  | 17 | 27 | 53 | -26 |
|  | 15.  | Atletico Campofranco  | 25 | 30 | 5  | 10 | 15 | 40 | 56 | -16 |
|  | 16.  | Città di Casteldaccia | 4  | 30 | 1  | 1  | 28 | 17 | 96 | -79 |

Legenda:
      Promossa in Serie D 2018-2019.
      Ammessa ai play-off nazionali.
 Ai play-off per determinare l'accesso ai play-off nazionali o ai play-out.
      Retrocesse in Promozione 2018-2019.
Note:
Tre punti a vittoria, uno a pareggio, zero a sconfitta.

### Risultati

#### Tabellone
|                       | Alc  | AtC  | CUS  | Can  | CCa  | Dat  | Kam  | Lic  | Mar  | Maz  | Mon  | Mus  | NCa  | Par  | PCa  | PFa  |
| --------------------- | ---- | ---- | ---- | ---- | ---- | ---- | ---- | ---- | ---- | ---- | ---- | ---- | ---- | ---- | ---- | ---- |
| Alcamo                | –––– | 1-0  | 3-2  | 0-0  | 1-0  | 0-1  | 0-1  | 1-1  | 0-0  | 0-0  | 3-0  | 0-2  | 0-0  | 1-1  | 1-1  | 0-0  |
| Atletico Campofranco  | 1-5  | –––– | 3-2  | 1-1  | 3-3  | 1-3  | 0-1  | 1-3  | 1-4  | 3-3  | 1-1  | 2-0  | 2-3  | 0-0  | 2-0  | 1-2  |
| CUS Palermo           | 2-2  | 4-4  | –––– | 2-1  | 3-1  | 1-2  | 3-1  | 2-3  | 1-3  | 3-1  | 1-1  | 3-1  | 1-2  | 1-2  | 2-0  | 4-1  |
| Canicattì             | 4-1  | 3-1  | 1-0  | –––– | 5-0  | 6-1  | 3-0  | 0-0  | 1-1  | 2-0  | 4-0  | 1-1  | 3-2  | 1-2  | 1-0  | 4-1  |
| Città di Casteldaccia | 0-4  | 1-4  | 0-4  | 0-2  | –––– | 0-2  | 3-0  | 0-1  | 0-5  | 2-3  | 0-2  | 0-3  | 0-3  | 0-5  | 1-2  | 0-1  |
| Dattilo Noir          | 4-2  | 3-1  | 2-1  | 1-1  | 6-0  | –––– | 5-1  | 1-0  | 0-1  | 1-0  | 3-1  | 1-1  | 3-1  | 5-0  | 2-1  | 1-2  |
| Kamarat               | 0-1  | 1-1  | 0-0  | 0-0  | 4-0  | 2-1  | –––– | 0-1  | 0-2  | 0-4  | 0-1  | 3-0  | 1-2  | 0-0  | 3-2  | 2-1  |
| Licata                | 3-1  | 1-0  | 3-2  | 2-0  | 6-0  | 2-2  | 2-0  | –––– | 2-0  | 0-1  | 4-1  | 4-0  | 1-0  | 0-1  | 5-0  | 3-1  |
| Marsala               | 1-0  | 4-1  | 5-1  | 0-0  | 3-0  | 1-0  | 4-0  | 0-0  | –––– | 3-0  | 1-0  | 1-1  | 1-0  | 4-0  | 1-0  | 1-0  |
| Mazara                | 1-0  | 2-0  | 0-1  | 1-0  | 6-1  | 2-0  | 3-0  | 0-3  | 1-0  | –––– | 3-2  | 1-0  | 0-1  | 0-1  | 1-0  | 0-0  |
| Monreale              | 0-2  | 2-1  | 1-4  | 0-2  | 1-0  | 2-3  | 0-0  | 0-2  | 3-1  | 0-2  | –––– | 2-2  | 0-2  | 2-2  | 0-0  | 1-0  |
| Mussomeli             | 1-1  | 1-1  | 1-1  | 1-0  | 2-0  | 0-4  | 2-2  | 1-4  | 2-4  | 3-0  | 1-2  | –––– | 1-2  | 1-4  | 2-2  | 2-0  |
| Nuova Caccamo         | 1-0  | 1-0  | 1-0  | 0-0  | 4-1  | 1-1  | 4-1  | 2-1  | 1-1  | 1-1  | 4-1  | 3-1  | –––– | 2-1  | 0-1  | 1-1  |
| Parmonval             | 0-0  | 1-1  | 5-3  | 0-0  | 2-1  | 2-0  | 2-1  | 1-1  | 0-3  | 0-1  | 2-1  | 1-2  | 1-1  | –––– | 1-1  | 1-0  |
| Pol. Castelbuono      | 0-2  | 0-0  | 1-0  | 0-1  | 5-1  | 0-1  | 3-2  | 0-1  | 0-1  | 1-0  | 0-2  | 0-0  | 1-2  | 0-1  | –––– | 2-0  |
| Pro Favara            | 4-2  | 0-3  | 1-1  | 0-3  | 4-2  | 0-1  | 3-1  | 0-0  | 1-2  | 0-2  | 2-1  | 2-0  | 0-1  | 1-0  | 2-1  | –––– |

### Spareggi

#### Play-off

##### Semifinale
|              | Risultati |               | Luogo e data           |
| ------------ | --------- | ------------- | ---------------------- |
| Dattilo Noir | 2 - 0     | Nuova Caccamo | Paceco, 29 aprile 2018 |
|              |           |               |                        |

##### Finale
|        | Risultati   |              | Luogo e data               |
| ------ | ----------- | ------------ | -------------------------- |
| Licata | 1 - 3 (dts) | Dattilo Noir | Biancavilla, 6 maggio 2018 |
|        |             |              |                            |

### Play-out
|           | Risultati |                  | Luogo e data              |
| --------- | --------- | ---------------- | ------------------------- |
| Mussomeli | 3 - 1     | Kamarat          | Mussomeli, 29 aprile 2018 |
| Monreale  | 1 - 2     | Pol. Castelbuono | Palermo, 29 aprile 2018   |
|           |           |                  |                           |

## Girone B

### Squadre partecipanti
| Club                           | Città                          | Stadio                                        | Stagione precedente                |
| ------------------------------ | ------------------------------ | --------------------------------------------- | ---------------------------------- |
| U.S.D. Atletico Catania        | Catania                        | Campo Comunale Zia Lisa                       | 1º in Promozione gir. D            |
| A.S.D. Calcio Avola 1949       | Avola (SR)                     | Stadio Scrofani Sallustro (Palazzolo Acreide) | 11º in Eccellenza gir. B           |
| A.S.D. Calcio Biancavilla 1990 | Biancavilla (CT)               | Stadio Orazio Raiti                           | 10º in Eccellenza gir. B           |
| A.S.D. Caltagirone             | Caltagirone (CT)               | Stadio Pino Bongiorno                         | 5º in Promozione gir. D ripescato  |
| U.S.D. Camaro 1969             | Camaro, frazione di Messina    | Campo sportivo Marullo-Bisconte (Messina)     | 1º in Promozione gir. C            |
| S.S.D. Catania S.Pio X         | Nesima (quartiere di Catania)  | Stadio Bonaiuto Somma (Mascalucia)            | 3º in Eccellenza gir. B            |
| S.S.D. Città di Messina        | Messina                        | Campo Sportivo Garden Sport (Mili Marina)     | 4º in Promozione gir. C            |
| A.S.D. Città di Ragusa         | Ragusa                         | Stadio Aldo Campo                             | 2º in Promozione gir. D ripescato  |
| U.S.D. Città di Rosolini       | Rosolini (SR)                  | Stadio Salvatore Consales                     | 8º in Eccellenza gir. B            |
| A.C.D. Città di Sant'Agata     | Sant'Agata di Militello (ME)   | Stadio Ciccino Micale (Capo d'Orlando)        | 4º in Eccellenza gir. B            |
| S.S.D. Città di Scordia        | Scordia (CT)                   | Stadio Aldo Binanti                           | 6º in Eccellenza gir. B            |
| A.S.D. Giarre 1946             | Giarre (CT)                    | Stadio Regionale                              | 7º in Eccellenza gir. B            |
| A.S.D. Paternò Calcio          | Paternò (CT)                   | Stadio Falcone-Borsellino                     | 3º in Promozione gir. D ripescato  |
| U.S.D. Pistunina               | Pistunina, frazione di Messina | Stadio San Filippo-Franco Scoglio (Messina)   | 14º in Eccellenza gir. B ripescato |
| A.S.D. Real Aci                | Acireale (CT)                  | Stadio Tupparello                             | 7º in Promozione gir. C ripescato  |
| A.S.D. Sporting Adrano Calcio  | Adrano (CT)                    | Stadio dell'Etna                              | 13º in Promozione gir. D ripescato |

### Classifica
|  | Pos. | Squadra               | Pt | G  | V  | N  | P  | GF | GS | DR  |
|  | ---- | --------------------- | -- | -- | -- | -- | -- | -- | -- | --- |
|  | 1.   | Città di Messina      | 74 | 30 | 23 | 5  | 2  | 47 | 11 | +36 |
|  | 2.   | Città di Sant'Agata   | 67 | 30 | 20 | 7  | 3  | 88 | 23 | +65 |
|  | 3.   | Scordia               | 65 | 30 | 18 | 11 | 1  | 53 | 16 | +37 |
|  | 4.   | Biancavilla           | 64 | 30 | 19 | 7  | 4  | 75 | 18 | +57 |
|  | 5.   | Camaro                | 60 | 30 | 18 | 6  | 6  | 59 | 17 | +42 |
|  | 6.   | Paternò               | 55 | 30 | 16 | 7  | 7  | 40 | 20 | +20 |
|  | 7.   | Giarre                | 50 | 30 | 15 | 5  | 10 | 47 | 22 | +25 |
|  | 8.   | Città di Rosolini     | 42 | 30 | 12 | 6  | 12 | 49 | 39 | +10 |
|  | 9.   | Catania San Pio X     | 38 | 30 | 11 | 5  | 14 | 33 | 49 | -16 |
|  | 10.  | Pistunina             | 31 | 30 | 8  | 7  | 15 | 33 | 45 | -12 |
|  | 11.  | Real Aci              | 29 | 30 | 8  | 5  | 17 | 24 | 45 | -21 |
|  | 12.  | Caltagirone           | 28 | 30 | 6  | 10 | 14 | 26 | 36 | -10 |
|  | 13.  | Atletico Catania (-1) | 22 | 30 | 6  | 5  | 19 | 21 | 93 | -72 |
|  | 14.  | Ragusa                | 15 | 30 | 3  | 6  | 21 | 25 | 75 | -50 |
|  | 15.  | Avola (-1)            | 15 | 30 | 3  | 7  | 20 | 17 | 72 | -55 |
|  | ---  | Adrano (-4)           | 7  | 30 | 2  | 5  | 23 | 11 | 67 | -56 |

Legenda:
      Promossa in Serie D 2018-2019.
      Ammessa ai play-off nazionali.
 Ai play-off per determinare l'accesso ai play-off nazionali o ai play-out.
      Retrocesse in Promozione 2018-2019.
      Esclusa dal campionato.
Note:
Tre punti a vittoria, uno a pareggio, zero a sconfitta.
L'Adrano è stato escluso dal campionato dopo quattro rinunce, alla 26ª giornata. Tutte le partite in programma successivamente sono assegnate vinte a tavolino alla squadra avversaria, i risultati degli incontri disputati fino ad allora sono mantenuti.
L'Atletico Catania ha scontato 1 punto di penalizzazione.
L'Avola ha scontato 1 punto di penalizzazione.
Lo Sporting Adrano ha scontato 4 punti di penalizzazione.

### Risultati

#### Tabellone
|                     | AtC  | Avo  | Bia  | Cal  | Cam  | Cat  | CMe  | CRa  | CRo  | CSA  | CSc  | Gia  | Pat  | Pis  | RAc  | SpA  |
| ------------------- | ---- | ---- | ---- | ---- | ---- | ---- | ---- | ---- | ---- | ---- | ---- | ---- | ---- | ---- | ---- | ---- |
| Atletico Catania    | –––– | 3-1  | 0-9  | 0-0  | 1-0  | 3-1  | 0-4  | 2-0  | 1-0  | 1-1  | 0-1  | 0-5  | 0-5  | 3-1  | 1-1  | 0-5  |
| Avola               | 1-1  | –––– | 1-2  | 0-0  | 0-5  | 0-2  | 0-2  | 2-2  | 1-1  | 0-6  | 0-2  | 1-3  | 1-0  | 0-2  | 1-2  | 1-0  |
| Biancavilla         | 3-0  | 5-0  | –––– | 3-0  | 1-1  | 4-1  | 0-1  | 1-0  | 2-1  | 0-0  | 0-0  | 2-1  | 1-1  | 4-0  | 2-1  | 12-0 |
| Caltagirone         | 1-1  | 3-0  | 1-2  | –––– | 1-2  | 0-0  | 0-1  | 4-0  | 0-1  | 1-3  | 0-3  | 0-1  | 0-0  | 0-2  | 1-1  | 3-0  |
| Camaro              | 14-1 | 3-0  | 3-0  | 2-0  | –––– | 1-0  | 1-1  | 1-0  | 2-1  | 2-0  | 1-1  | 1-0  | 0-1  | 0-0  | 3-0  | 3-0  |
| Catania S. Pio X    | 8-1  | 1-0  | 0-6  | 0-2  | 0-3  | –––– | 1-1  | 1-0  | 2-1  | 1-4  | 1-1  | 2-2  | 0-1  | 1-0  | 1-0  | 2-1  |
| Città di Messina    | 1-0  | 1-0  | 2-1  | 1-2  | 1-0  | 2-1  | –––– | 1-0  | 2-0  | 1-1  | 1-1  | 1-0  | 1-0  | 4-0  | 1-0  | 3-0  |
| Città di Ragusa     | 6-1  | 2-2  | 1-4  | 1-0  | 0-3  | 1-3  | 1-4  | –––– | 1-1  | 1-2  | 0-0  | 1-3  | 1-2  | 1-1  | 0-1  | 3-0  |
| Città di Rosolini   | 2-0  | 6-0  | 2-3  | 1-1  | 1-2  | 3-0  | 1-0  | 7-0  | –––– | 2-5  | 1-1  | 2-1  | 0-2  | 2-2  | 2-0  | 2-0  |
| Città di Sant'Agata | 7-0  | 6-1  | 0-3  | 1-1  | 1-0  | 4-0  | 0-2  | 8-0  | 6-1  | –––– | 3-1  | 2-1  | 4-0  | 4-0  | 3-0  | 5-0  |
| Città di Scordia    | 3-0  | 3-1  | 0-0  | 5-1  | 3-1  | 3-0  | 1-1  | 4-0  | 1-0  | 2-2  | –––– | 1-0  | 2-0  | 3-2  | 2-0  | 1-1  |
| Giarre              | 1-0  | 3-1  | 0-0  | 1-1  | 0-0  | 3-0  | 0-1  | 6-1  | 0-1  | 1-1  | 0-1  | –––– | 2-0  | 4-0  | 2-0  | 3-0  |
| Paternò             | 2-0  | 5-0  | 1-0  | 1-0  | 1-0  | 1-1  | 0-1  | 6-0  | 1-1  | 0-0  | 0-0  | 0-1  | –––– | 2-1  | 2-1  | 2-0  |
| Pistunina           | 7-0  | 0-0  | 0-2  | 0-0  | 2-2  | 1-0  | 0-1  | 2-0  | 2-1  | 1-2  | 0-3  | 0-2  | 0-1  | –––– | 3-1  | 0-0  |
| Real Aci            | 2-1  | 0-0  | 0-3  | 2-0  | 0-2  | 0-2  | 0-2  | 2-1  | 1-2  | 0-4  | 0-1  | 2-0  | 2-2  | 2-1  | –––– | 0-0  |
| Sporting Adrano     | 1-0  | 1-2  | 0-0  | 1-3  | 0-1  | 0-1  | 0-2  | 1-1  | 0-3  | 0-3  | 0-3  | 0-1  | 0-1  | 0-3  | 0-3  | –––– |

### Spareggi

#### Play-off

##### Semifinali
|                     | Risultati   |             | Luogo e data            |
| ------------------- | ----------- | ----------- | ----------------------- |
| Città di Sant'Agata | 1 - 1 (dts) | Camaro      | Piraino, 29 aprile 2018 |
| Scordia             | 0 - 0 (dts) | Biancavilla | Scordia, 29 aprile 2018 |
|                     |             |             |                         |

##### Finale
|                     | Risultati   |         | Luogo e data           |
| ------------------- | ----------- | ------- | ---------------------- |
| Città di Sant'Agata | 0 - 0 (dts) | Scordia | Piraino, 6 maggio 2018 |
|                     |             |         |                        |

#### Play-out
|             | Risultati |                  | Luogo e data                |
| ----------- | --------- | ---------------- | --------------------------- |
| Caltagirone | 2-3       | Atletico Catania | Caltagirone, 29 aprile 2018 |
|             |           |                  |                             |